# Mil·lenni VI aC
El mil·lenni VI aC és el període que inclou els anys compresos entre el 6000 aC i el 5001 aC.

## Esdeveniments
- al voltant del 5600 aC - inundació de la mar Negra provinent de la Mediterrània i Egea.
- 1 de setembre del 5509 aC - dia de la creació del món (segons l'Imperi Romà d'Orient) i començament del seu calendari.
- Cultura de Samarra.
- Cultura de Narva.[1]

## Invents, descobriments, introduccions
- L'agricultura apareix a la vall del Nil.
- Invenció de la roda i l'arada.
- al voltant del 5500 aC - ceràmica a Mehrgarh, al sud d'Àsia.
- al voltant del 5400 aC - irrigació a Mesopotàmia.
- al voltant del 5100 aC - temples trobats al sud de Mesopotàmia.
- Domesticació dels camells.
- S'inicia la caça de balenes.